# Tomoderus semiaeneus
Tomoderus semiaeneus là một loài bọ cánh cứng trong họ Anthicidae. Loài này được Pic miêu tả khoa học năm 1929.